# Torre de Anto
A Torre de Anto, primitivamente denominada como Torre do Prior do Ameal, e atualmente como Casa do Artesanato ou Núcleo Museológico da Memória da Escrita, localiza-se na freguesia de Coimbra (Sé Nova, Santa Cruz, Almedina e São Bartolomeu), município de Coimbra, Distrito de Coimbra, em Portugal.
Encontra-se classificada como Monumento Nacional desde 1935.

## História
Trata-se de uma antiga torre, integrante da cerca medieval da cidade, aproximadamente a meio da maior de suas encostas, sobranceira ao rio Mondego. Como outras torres daquela cerca, perdida a sua função defensiva, foi transformada em unidade habitacional na primeira metade do século XVI. Data deste período a a sua designação como Torre do Prior do Ameal, assim como a sua atual aparência, com alterações menores posteriores.
Esta torre celebrizou-se por ter sido a residência do poeta António Pereira Nobre (1867-1900), quando estudante, no final do século XIX. Daí deriva o nome pelo qual é melhor conhecida hoje, conforme o verso, em uma placa epigráfica, na sua fachada:
"O poeta aqui viveu no oiro do seu Sonho
Por isso a Torre esguia o nome veiu d'Anto
Legenda d'Alma Só e coração tristonho
Que poetas ungiu na graça do seu pranto"
Uma segunda placa epigráfica na mesma fachada esclarece ainda:
"Esta Torre de Anto foi assim chamada por António Nobre, o grande poeta do Só, que nela morou e a cantou nos seus versos. E habitou-a mais tarde Alberto d'Oliveira, ilustre escritor e diplomata, o grande amigo de António Nobre e e da Coimbra amada."
O Paço de Sobre-Ribas, vizinho à Torre de Anto, também incorpora parte da antiga cerca da cidade.

## Características
De pequenas dimensões, apresenta planta quadrangular, com quatro pavimentos interligados entre si por uma escada em caracol. A sua cobertura é em telhado de quatro águas.